# Facula (bướm)
Facula là một chi bướm ngày thuộc họ Lycaenidae. Tên của chúng, trong tiếng Latin, có nghĩa là "ngọn đèn nhỏ", mang tính liên tưởng về vệt sáng Mặt Trời.